# 宣威州
宣威州，清朝时设置的州。
明朝时为霑益州。清朝雍正五年（1727年），以霑益州新化里至高坡顶置宣威州，治所在今云南省宣威市。辖境相当今云南省宣威市。属曲靖府。1913年降为宣威县。 